# LightWave
LightWave 3D es un programa informático para realizar gráficos por computadora modelados en 3D, renderizado y animación. El programa incluye un motor de renderizado que soporta características avanzadas, tales como reflexión y refracción realista, radiosidad y cáusticas entre otras. Sus componentes de animación van desde cinemática hacia adelante y atrás para la animación de personajes, hasta sistemas de partículas dinámicos. Los programadores pueden expandir las capacidades del LightWave, usando el SDK incluido, que ofrece LScripting (un lenguaje de programación propietario) e interfaces basadas en lenguaje C.

## Historia
En 1988, Allen Hastings creó un programa de animación llamado Videoscape, a la vez que su amigo Stuart Ferguson creó una aplicación complementaria de modelado 3D llamada Aegis Modeler en 1986, ambas aplicaciones exclusivamente para Commodore Amiga. La unión de ambos programas en 1990 daría lugar al actual LightWave 3D.
En un principio NewTek planeó incorporar Videoscape y Aegis en su paquete de edición de vídeo digital, Video Toaster. Más tarde se decidió llamarle 'LightWave 3D,' inspirado sin duda por los dos programas punteros de animación de aquella época: Intelligent Light y Wavefront. 
En 1990, el Video Toaster vio la luz, incorporando LightWave 3D, y funcionando exclusivamente bajo la plataforma del Commodore Amiga.
LightWave 3D hoy día funciona en Mac OS X y Windows en 32 y 64 bits.

## Funcionamiento
Lightwave 3d se divide en dos subprogramas: Modeler y Layout;
En modeler se realiza el modelado del objeto con una filosofía orientada a capas; cada capa es una única malla, a diferencia de otros paquetes de modelado, en lightwave no existen los objetos sino una malla generalizada en cada capa.
En Layout se realiza el rigging o configuración del esqueleto de una malla, Dinámicas, FX, Render, configuración de cámaras y luces
El editado de materiales y texturas se realiza tanto en Modeler como en Layout mediante el menú "Surface Editor".
Modeler y Layout están ligados en funcionamiento por medio de un programa llamado HUB, por ejemplo si tengo cargado en Layout el objeto hecho en modeler, puedo modificarlo desde modeler y los cambios aparecen en Layout automáticamente